# Charles Netter

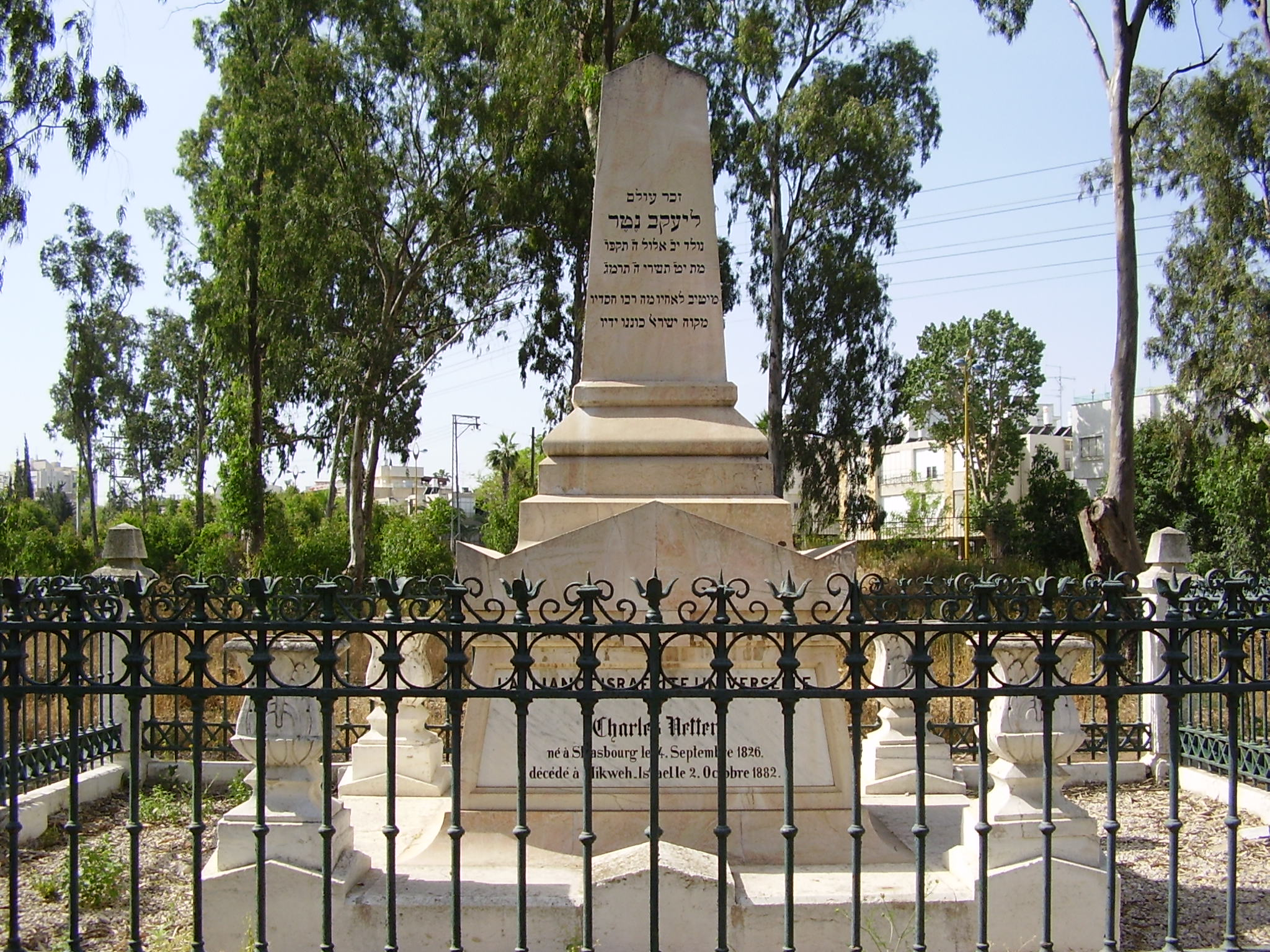
Tumba de Charles Netter.

Charles Netter (Estrasburgo, 2 de octubre de 1826- Jafa, 1882, hebreo קרל נטר) fue un líder sionista y uno de los fundadores de la Alianza Israelita Universal. Su vida la dedicó preferentemente a la protección y mejoramiento social de sus correligionarios, ya en la Conferencia de Constantinopla en 1876, ya en el Congreso de Berlín (1878) y en la Conferencia Internacional de Madrid más tarde (1880).
Trabajó especialmente en la asistencia de los desterrados de Rusia tras los luctuosos pogromos de 1881 e impulsó el desarrollo agrícola entre los suyos, fundando la escuela agrícola de Jaffa.